# Montelloites stephensi
Montelloites stephensi (лат.) — вид вымерших головоногих моллюсков из семейства Galfettitidae подкласса аммонитов, живших на территории современных Соединённых Штатов Америки во время нижнего триаса. Единственный в роде Montelloites.

## История исследования
Был описан Джеймсом Дженксом и Арно Брейардом по ископаемым остаткам из Криттенден-Спрингс, округ Элко, штат Невада, США в 2018 году в статье «Smithian (Early Triassic) ammonoids from Crittenden Springs, Elko County, Nevada», где были описаны 60 новых таксонов аммонитов. 